# Лямковізна
Лямковізна (пол. Lamkowizna) — село в Польщі, у гміні Вомпельськ Рипінського повіту Куявсько-Поморського воєводства.
Населення — 104 особи (2011).
У 1975-1998 роках село належало до Торунського воєводства.

## Демографія
Демографічна структура станом на 31 березня 2011 року:
|          | Загалом | Допрацездатний вік | Працездатний вік | Постпрацездатний вік |
| -------- | ------- | ------------------ | ---------------- | -------------------- |
| Чоловіки | 55      | 9                  | 39               | 7                    |
| Жінки    | 49      | 13                 | 25               | 11                   |
| Разом    | 104     | 22                 | 64               | 18                   |